# Molhes da Barra

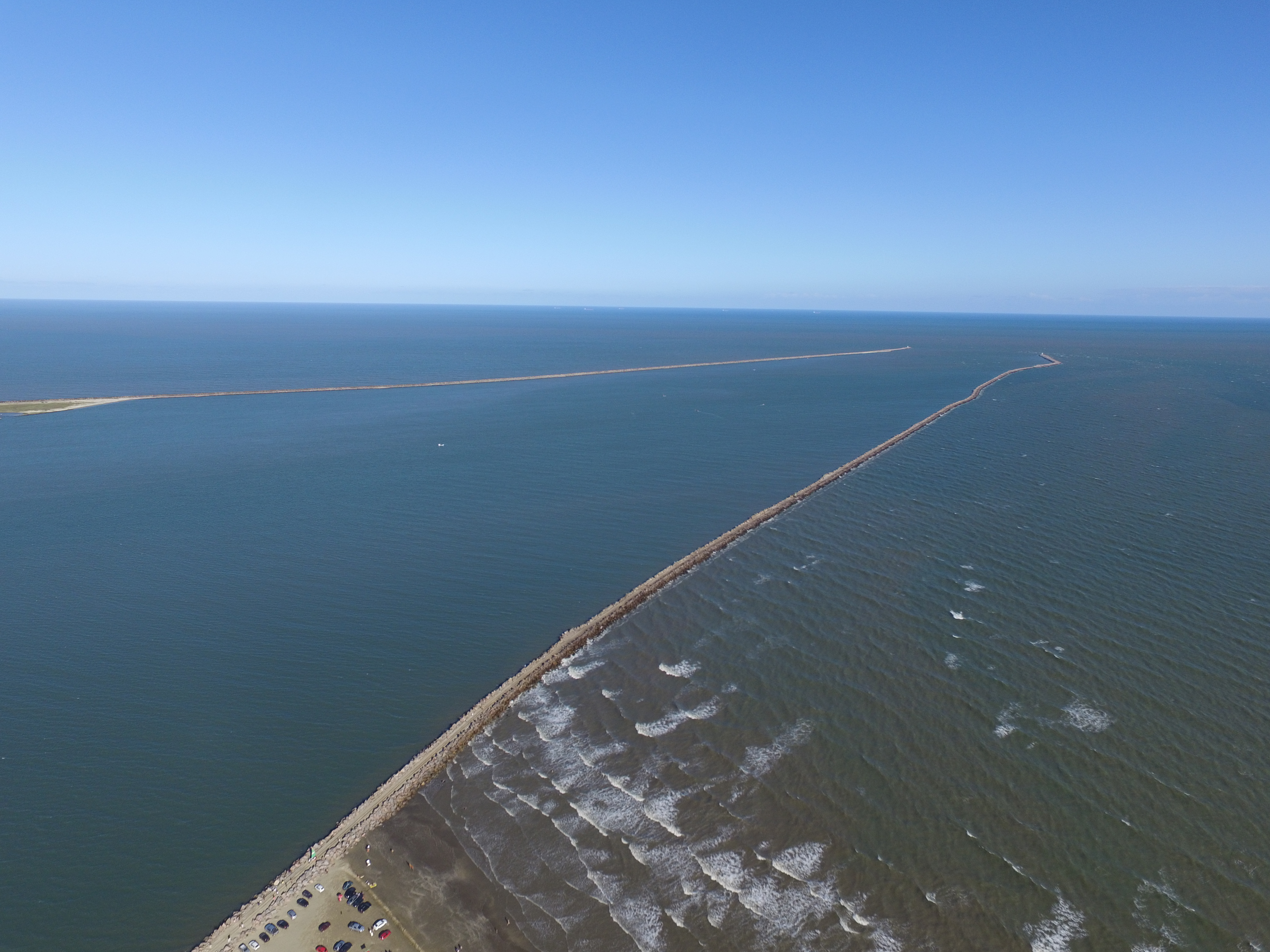
Vista dos Molhes em Fev de 2016

Os Molhes da Barra são uma obra de hidráulica marítima de pedras, construído em 1911 na cidade de Rio Grande, no Rio Grande do Sul, Brasil. São dois, na saída para o mar da Lagoa dos Patos, e cada um tem quilômetros de extensão, sendo o molhe oeste o início da quilométrica Praia do Cassino. Sua construção visou proteger a entrada e saída de navios do Porto de Rio Grande e proteger o canal da formação de bancos de areia. 
Não se trata de um quebra-mar, apesar da confusão ser comum entre as pessoas leigas, pois este possui as duas extremidades dentro da água enquanto um molhe possui uma extremidade em terra e outra no mar. 

## A dificuldade de acesso
Nos primórdios do século XVIII, Rio Grande e Pelotas eram habitadas pelos índios Minuanos e Tapes. Para facilitar a comunicação da fortaleza de Colônia do Sacramento (próxima a Buenos Aires) com o Rio de Janeiro, era necessário estabelecer um ponto de apoio intermediário, para o que o Rio Grande fora o local escolhido.
A necessidade de enfrentar os baixios da barra de Rio Grande, formados por bancos de areia de posição constantemente alterada, tornava assustadora a entrada na barra. Concorriam para isso ainda a força da corrente e dos ventos. E em se tratando de terras muito baixas, não havia pontos de referência na costa. De alto-mar, a orientação visual desde Laguna até o Uruguai, é muito difícil. Muitos navios naufragaram na costa de Rio Grande.
Numa informação prestada pelo cônsul alemão à Associação Comercial do Rio Grande, e por esta transmitida ao Ministério das Obras Públicas, lia-se o seguinte: "Em 22 de setembro de 1882 entrou o navio alemão MARTHA, vindo de Antuérpia, com trilhos destinados a Pelotas. Este navio saiu de Antuérpia em 3 de abril de 1822 e avistou a barra em 30 de junho tendo então 13 1/2 palmos d'água. Conservou-se à vista da Barra até o dia 25 de julho último, quando partiu para Santa Catarina, por falta de mantimentos. Depois de ter ali aliviado a um calado de 12 1/2 palmos, regressou em fim de agosto último e avistou a barra pela segunda vez em 2 de setembro corrente, tendo mesmo assim ainda 20 dias de demora fora da barra.”

## A importância de Rio Grande
Em 1737, seis navios partiram da Colônia do Sacramento com destino a Rio Grande, onde o Coronel Cristóvão Pereira os esperava fundeado na barra. O rei D. João V tentava assegurar a soberania da região a qualquer preço, pressionado pela constante ameaça de invasão pelos espanhóis: "Toda a pessoa que quiser ir em defesa da campanha do Rio Grande fará seus os saques do que em guerra tão justa tomar ao inimigo"*. Rio Grande era um ponto estratégico na defesa da região.
Estabelecida a colônia portuguesa em Rio Grande, imigrantes da Ilha dos Açores e da Ilha da Madeira vieram povoar a região. Em 1780 foi instalada a primeira charqueada na região por um cearense denominado José Pinto Martins. Por alguns séculos o charque trouxe riqueza à região e a barra de Rio Grande tornou-se caminho para escoá-la.

## O roteiro dos capitães
O tráfego pela barra foi crescendo. Em 1846 o Império criou a Inspetoria da Praticagem da Barra, comandada por oficial da armada nacional.
Os navegantes vindos da Europa e do Prata com destino ao porto de Rio Grande temiam pela entrada na barra natural da Lagoa dos Patos. Por Rio Grande entravam mercadorias vindas da Europa, muitas da Grã-Bretanha. Passou a desenvolver-se uma crescente navegação através da Barra, sendo contadas em 1847, 668 embarcações.
Em 1855, o Ministério da Marinha enviou o Ten. Cel. Eng. Ricardo Gomes Jardim, especializado em engenharia hidráulica, para estudar a Barra e o Porto e concluiu "que devem reputar-se inexequíveis, senão mais nocivos do que úteis, quaisquer construções de pedra ou de madeira, no intuito de prolongar o leito do rio ou dar maior força à corrente".
Em 1860, o cônsul inglês Henry Vereker escreveu o "Roteiro dos Capitães de Navios que Navegam para o Rio Grande do Sul". A obra foi traduzida por João Reguffe, de Rio Grande, em 2001. Veja algumas passagens do livro:
- A costa do Rio Grande do Sul estende-se por mais de quatrocentas milhas e é muito regular em aparência em toda a sua extensão, no que diz respeito a pontos de referência visual. O solo é muito claro, misturado com areia, e em muitas partes há apenas areia, que se movimenta com os ventos, de modo que há constantes alterações.
- Em toda a costa, do Cabo Santa Marta Grande ao Cabo Santa Maria, não há pontos suficientemente marcantes para guiar o navegante, exceto as terras altas nas proximidades do primeiro, a aparência geral e as ilhas no último, as rochas de Castillos (Uruguai) e colinas próximas e, finalmente, o farol e a atalaia do Rio Grande.
- É da máxima importância a exatidão do cálculo da latitude e longitude em que o navio se encontre na costa do Rio Grande do Sul. Em poucos lugares do mundo é tão necessário o navegante fazer esses cálculos com precisão.
- Muitos navegantes empenham-se em avistar terra primeiro ao norte da barra. Isto é um equívoco, pois saem de sua rota para avistar um ponto não tão visível como o farol do Rio Grande, que deve ser o principal objetivo, e ficam sujeitos a perigos por navegar muito próximo da costa.
- Todos os bancos que circundam a barra são compostos de pura areia fina, e constantemente ocorrem alterações.
- Há dois fundeadouros fora da barra - um a sudeste e o outro a sudoeste do farol, com seis braças.... Às vezes os navios têm de permanecer fora da barra por tempo considerável devido à falta de calado ou de ventos favoráveis. Todavia em nenhum destes fundeadouros a âncora deve permanecer por muito tempo neste mesmo lugar, pois poderá afundar totalmente na areia, e se tornará difícil içá-la em uma emergência. A cada dois ou três dias a âncora deve ser levantada e novamente lançada... (**)

D. Pedro II passou pela Barra de Rio Grande em 1865, voltando ao Rio de Janeiro, após visita a Jaguarão. Apesar de não ter enfrentado a chegada a Rio Grande pelo mar, D. Pedro II reconheceu a necessidade da construção dos molhes. Este quadro permaneceu por dois séculos, até que em inícios do século passado os presidentes Rodrigues Alves e Afonso Pena deram início às tratativas para a construção dos molhes.

## A obra
No século XIX tivemos estudos de viabilidade, licitações, anulações, etc. Os molhes foram construídos entre 1911 e 1919.
O molhe oeste (Praia do Cassino), já contando a obra concluída no ano de 2010, tem 3,4 km, e o leste (São José do Norte), 4,5 km. Transportadas por uma ferrovia de 90 km de extensão especialmente construída para este fim, rochas de até dez toneladas foram sendo jogadas ao mar, em um total de 4,5 milhões de toneladas. Todas as rochas usadas na obra foram extraídas do município de Capão do Leão, que na época ainda pertencia a Pelotas.
Trabalharam na obra, em seu ápice, cerca de 4 mil operários. Os trilhos atualmente servem para passeio de turistas.
Os molhes fixam a barra do canal e o protegem da ação das ondas e do assoreamento natural, garantindo a navegação em condições seguras.
Durante sete décadas a obra não precisou de manutenção. Nos anos da década de 1980, o molhe leste cedeu em vários pontos e a areia começou a invadir o canal, colocando em risco a navegação.
A recuperação dos molhes iniciou-se em 1995 a um custo de 140 milhões de dólares, lançando mais meio milhão de toneladas de pedras e 100 mil toneladas de tetrápodes (blocos de concreto especiais).
Os estudos em modelos reduzidos foram elaborados, no Rio de Janeiro, pelo INPH - Instituto Nacional de Pesquisas Hidroviárias.